# Zaborze (Cieszyn)
Pour les articles homonymes, voir Zaborze.
Zaborze est une localité polonaise de la gmina de Chybie, située dans le powiat de Cieszyn en voïvodie de Silésie.